# Zlín Z-50
Zlin Z-50 je propelersko akrobatsko letalo češkoslovaškega proizvajalca Zlin. Prvi let je bil 18. julija 1975. Načrtovalno skupino je vodil Jan Mikula. Za pogon so zbrali 6-valjni bencinski protibatni motor Lycoming AIO-540 D4B5 s 260 konjskimi silami. Motor poganja trikraki Hartzell propeler s konstantnimi vrtljaji. 

## Specifikacije (Z-50L)
Podatki iz Jane's All The World's Aircraft 1976–77; Taylor 1976, p. 33.
Splošne karakteristike
- Posadka: 1
- Dolžina: 6,62 m (21 ft 8¾ in)
- Razpon kril: 8,58 m (28 ft 1¾)
- Višina: 1,86 m (6 ft 1¼ in)
- Površina kril: 12,5 m² (134,55 ft²)
- Aeroprofil: NACA 0018 koren, NACA 0012 na koncih
- Vitkost: 5,89:1
- Teža praznega letala: 570 kg (1257 lb)
- Maks. vzletna teža: 720 kg (1587 lb)
- Pogon letala: 1 ×  Zračnohlajeni 6-valjni protibatni bencinski motor Lycoming AEIO-540-D4B5, 194 kW (260 KM)

 Zmogljivost 
- Neprekoračljiva hitrost: 337 km/h (181,5 vozlov, 209 mph)
- Maks. hitrost: 293 km/h (158 kvozlov, 182 mph) na višini 500 m (1640 ft)
- Potovalna hitrost: 240 km/h (129 vozlov, 149 mph) ekonomična potovalna hitrost na 500 m (1640 ft)
- Hitrost porušitve vzgona: 98 km/h (53 vozlob, 61 mph)
- Doseg: 640 km (345 nmi, 397 milj) z maks. gorivom, vključno s tanki na koncih kril
- Višina leta: 6000 m (19675 ft)
- Hitrost vzpenjanja: 12 m/s (2360 ft/min)
- Obremenitev kril: 57,6 kg/m² (11,8 lb/ft²)
- Razmerje moč/teža: 3,71 kg/kW (6,10 lb/KM)